# Алое деревоподібне
Алое деревоподібне (Aloe arborescens, Mill.) — сукулентна рослина роду алое.

## Синоніми

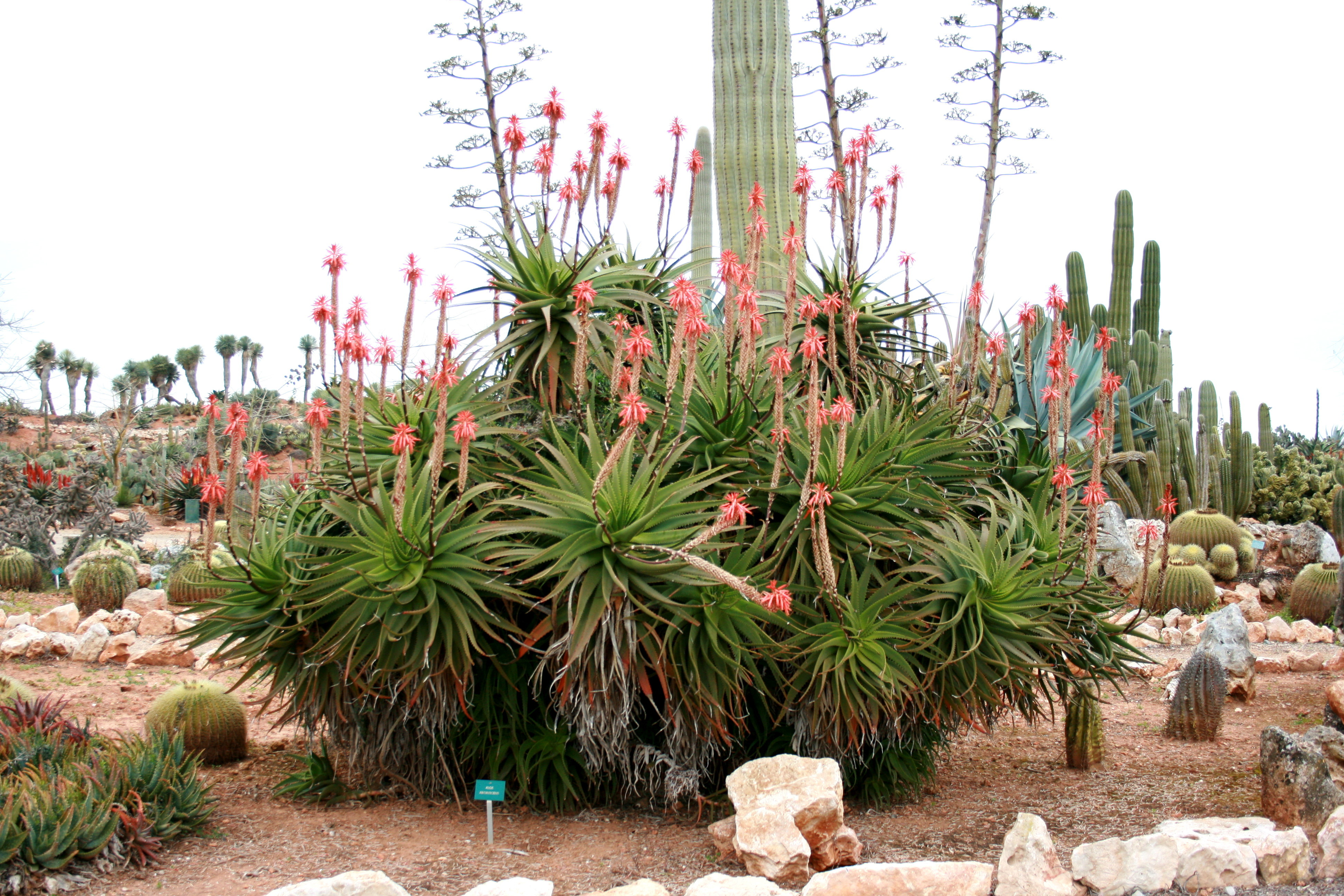
Алое деревоподібне у Ботанічному саду міста Сес-Салінес, Мальорка, Іспанія

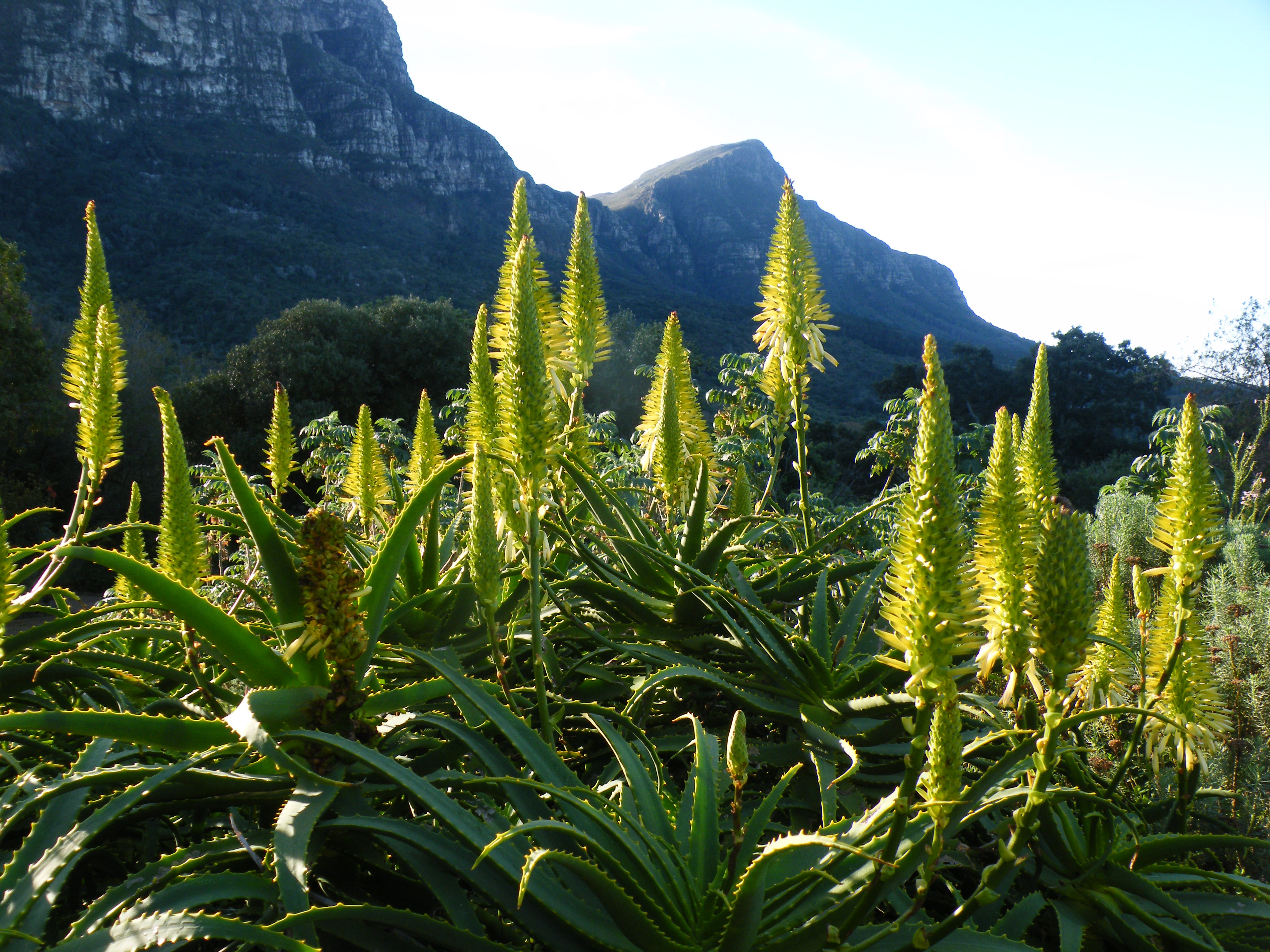
Алое деревоподібне — жовтоквіткова форма

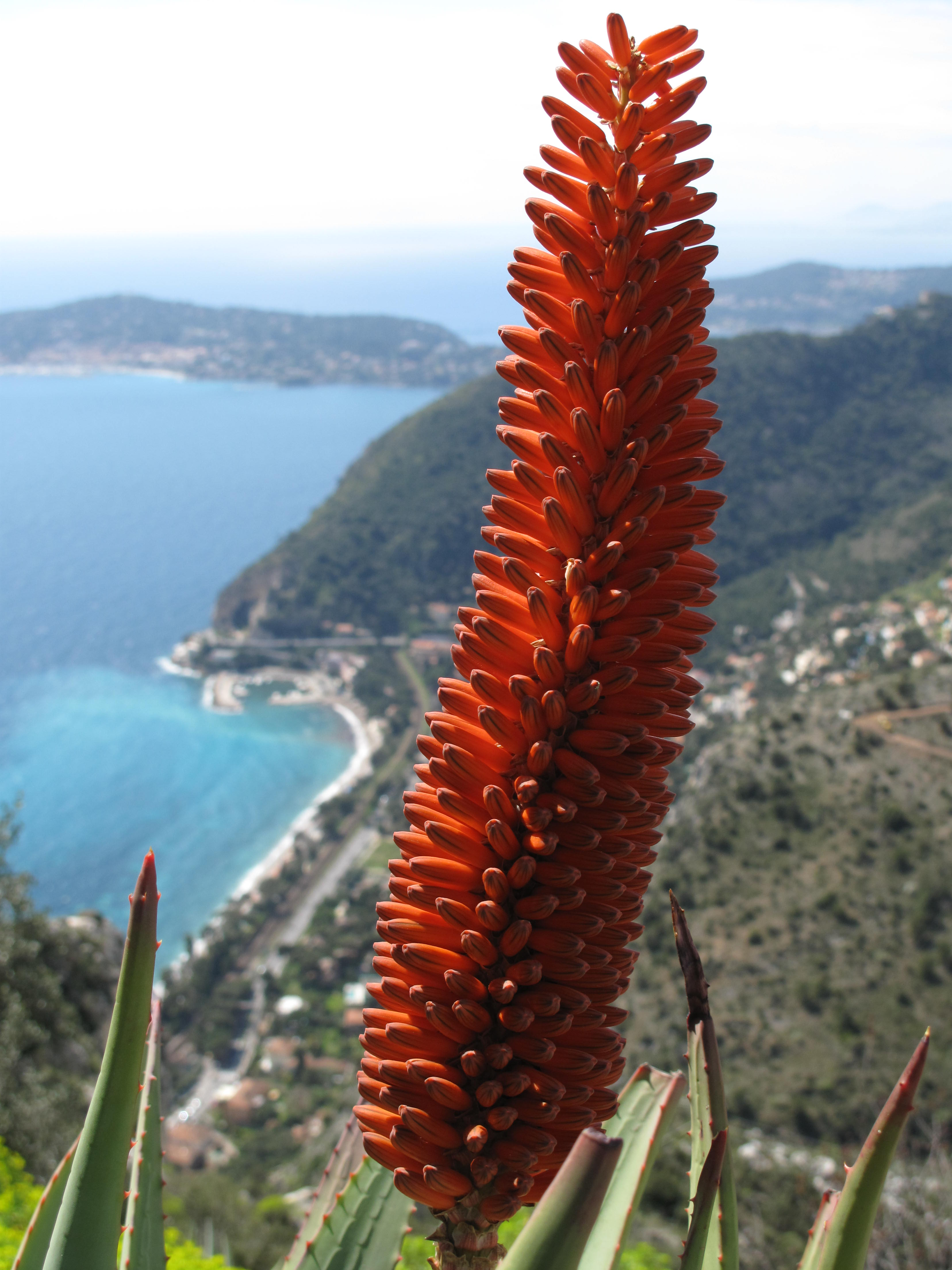
Суцвіття Aloe arborescens

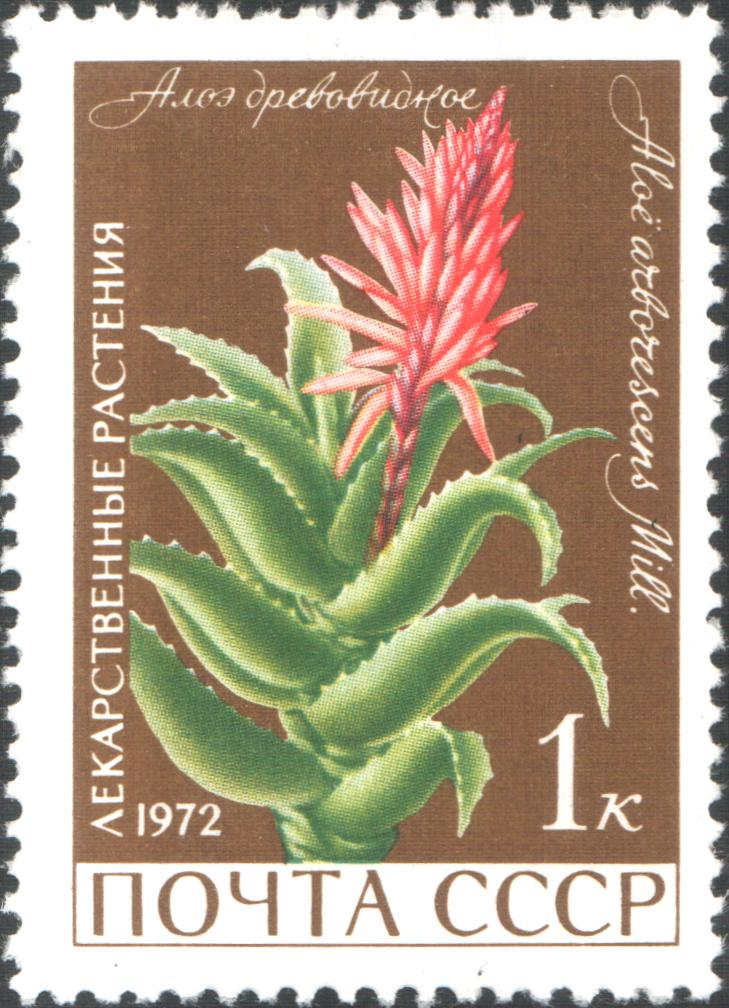
Алое деревоподібне на поштовій марці СРСР

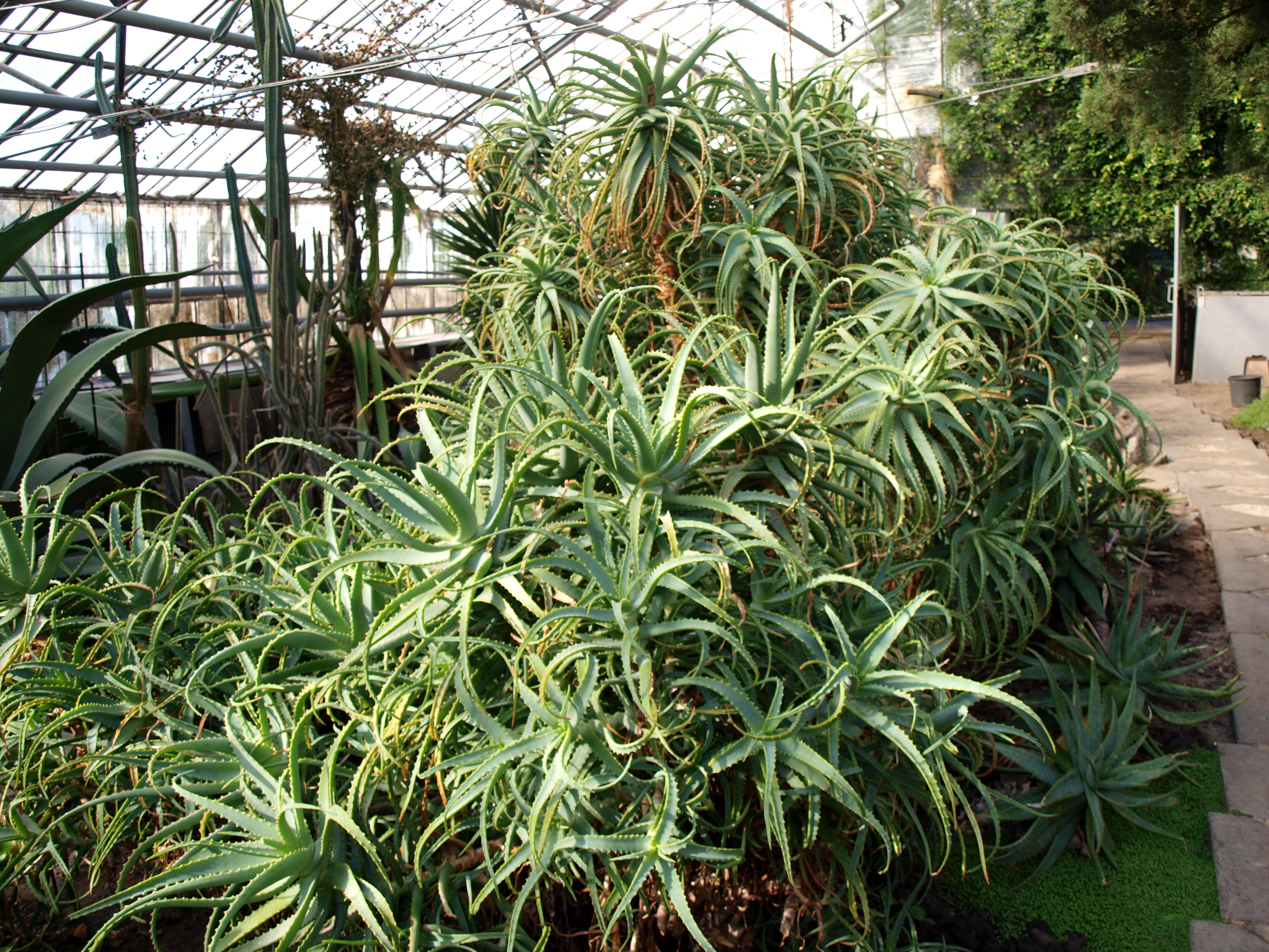
Алое деревоподібне в оранжереї Полтавського ботанічного саду

Aloe arborescens var. frutescens (Salm-Dyck) Link

 Aloe arborescens var. milleri A.Berger

 Aloe arborescens var. natalensis (J.M.Wood & M.S.Evans) A.Berger

 Aloe arborescens var. pachythyrsa A.Berger

 Aloe arborescens var. ucriae (A.Terracc.) A.Berger

 Aloe arborescens var. viridifolia A.Berger

 Aloe frutescens Salm-Dyck

 Aloe natalensis J.M.Wood & M.S.Evans

 Aloe ucriae A.Terracc.

## Місцеві назви
- англ. candelabra aloe — канделяброве алое
- англ. candelabra-plant — рослина-канделябр
- англ. octopus-plant — рослина-восьминіг
- англ. torchplant — рослина-смолоскип
- афр. kransaalwyn

## Морфологічні ознаки
Кущеподібна або деревоподібна рясно гілляста рослина висотою 2-4 м. Коренева система — мичкувата. Стебло дерев'янисте, кільчасте. Листя до 60 см довжини, 5-7 см ширини, соковиті, мечоподібні, із зубчиками по краях, зеленого кольору з восковим нальотом. Верхній бік листка увігнутий, нижній — опуклий. Квітконіс близько 80 см висоти, квітки 4 см довжини, в густих конічних кистях. Забарвлення квітів варіюється від вогненно-червоного до рожевого або жовто-оранжевого. Плід — 3-гніздова суха коробочка з чорно-бурими, стислим з боків і крилатим насінням сірувато-чорного кольору.

## Місця зростання
Широко поширена в Південній (Ботсвана, ПАР, Есватіні) і тропічній Африці (Малаві, Мозамбік, Зімбабве) в заростях чагарників, по берегах річок, на схилах гір на висоті до 1 800 м над рівнем моря.

## Використання
Одна з популярних кімнатних рослин, що отримала назву столітник. Воно пов'язане з вкоріненою думкою, що алое цвіте раз на сто років. Старі екземпляри столітника чудово цвітуть в оранжереях в грудні — січні, а також нерідкі випадки його цвітіння в кімнатах. Лікарська рослина. Відома в Європі з 1700 р.
В рослинах алое містяться гіркі глікозидні сполуки, органічні кислоти, смоли, дубильні речовини, ефірна олія, вітаміни і ферменти.
В медицині використовують розвинені листки і сік із них як послаблюючий та жовчогінний засіб, при послабленні зору, хронічному гастриті зі зниженою кислотністю, гострому риніті, закапуючи в ніс для підвищення стійкості організму проти інфекційних захворювань, із метою лікування опіків, гнійних ран, лишаїв, трофічних виразок, туберкульозу. Рослина має бактерицидні й бактеріостатичні властивості. Сабур — випарений, згущений і затверділий сік, який застосовують внутрішньо при різних видах запорів, для поліпшення травлення, збудження апетиту тощо. З метою захисту рослин використовують для обробітку насіння проти ряду збудників хвороб.

## Охоронний статус
Алое деревоподібне внесений до Додатку ІІ Конвенції про міжнародну торгівлю дикими видами фауни і флори, що знаходяться під загрозою зникнення (CITES).